# Damno

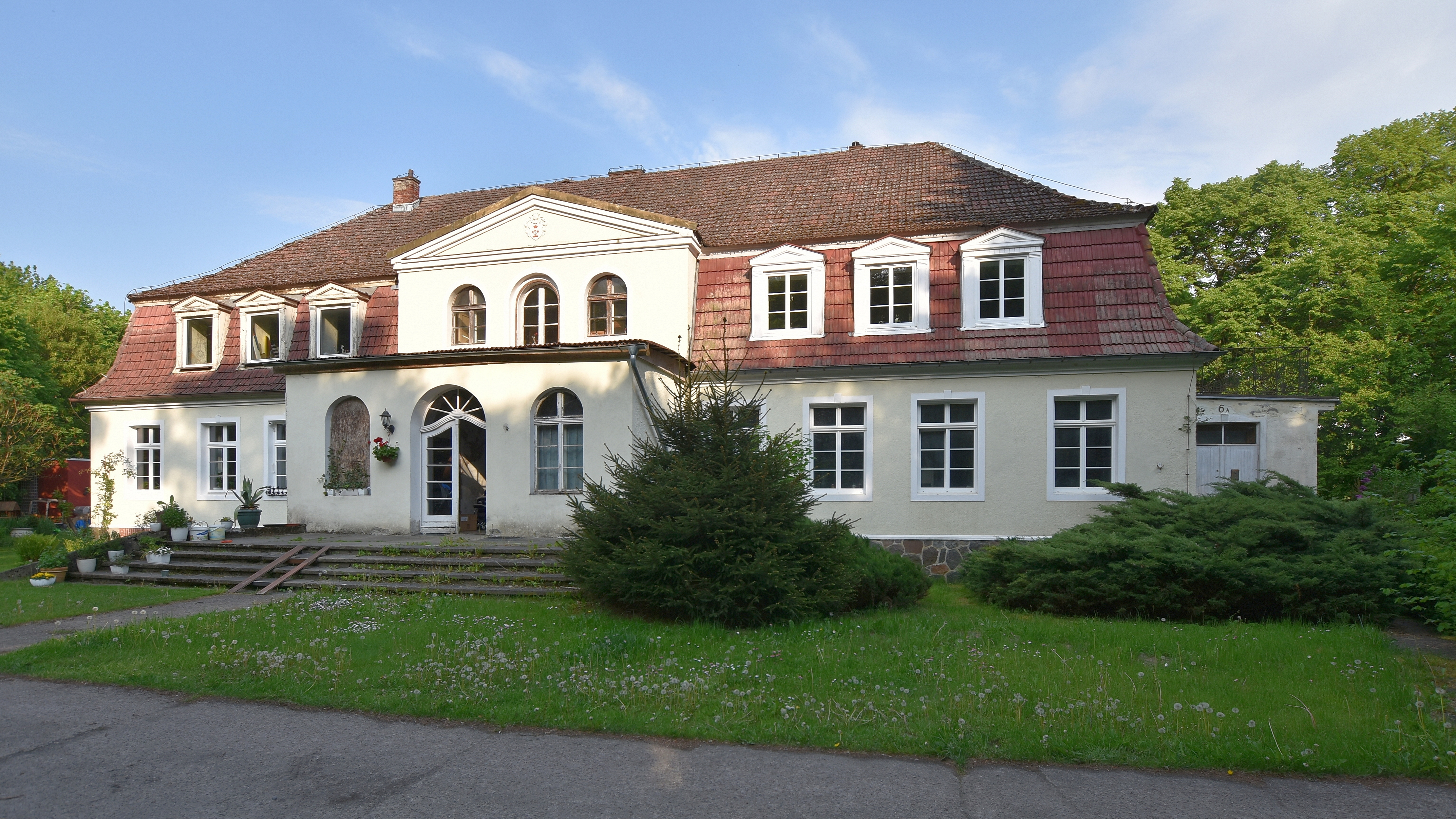
Dwór Artura von Livoniusa

Damno (kaszb. Damno lub Dãbno, niem. Dammen) – wieś w Polsce położona w województwie pomorskim, w powiecie słupskim, w gminie Damnica na Pobrzeżu Słowińskim. Wieś jest siedzibą sołectwa Damno w którego skład wchodzą również miejscowości Wiatrowo i Głodowo.
W latach 1954–1959 wieś należała i była siedzibą gromady Damno. W latach 1975–1998 miejscowość administracyjnie należała do województwa słupskiego.

## Nazwa
Nazwa, wzmiankowana po raz pierwszy w formie Dammen w 1335, ma pochodzenie słowiańskie i charakter topograficzny. Powstała przez dodanie do nazwy pospolitej dąb formantu -no. Friedrich Lorentz odnotował formę nazwy w lokalnych gwarach słowińskich: Dą͂mnɵ wraz z nazwami mieszkańców: Dą͂mjȯu̯n, Dą͂mjȯu̯nkă „damnianin, damnianka”. Niemiecka nazwa Dammen jest adaptacją fonetyczną pierwotnej nazwy słowiańskiej. Współczesna forma polska Damno oddaje wymowę słowińską.
Rada Języka Kaszubskiego proponuje kaszubską formę nazwy Damno.

## Zabytki
We wsi znajduje się obiekt zabytkowy wpisany do rejestru państwowego:
- kościół neogotycki z 1879 z wysoką wieżą z hełmem ostrosłupowym. Część wyposażenia pochodzi z poprzedniej świątyni, m.in. barokowy ołtarz i trybowane epitafium z 1705.

Obiektem o znaczeniu historycznym jest:
- neoklasycystyczny dwór z poł. XIX w., parterowy, kryty dachem mansardowym, w otoczeniu park[8].